# 大槟城
5°24′52″N 100°19′45″E / 5.4145°N 100.3292°E
大槟城都市区由槟城州、吉打州南部地区和霹雳州北部地区组成，是马来西亚半岛北部最大的都市区，并以槟城首府乔治市作为中心。正因如此，都市区也被称作为“乔治市都市区”。
大槟城是马来西亚主要的人口聚集区之一，区内大约有2.5到3百万居民。此外，都市区也是北马最大的都市区。大槟城同时也是国内其中一个“制造业强区”，其中位于槟岛的峇六拜因为各大电子及工程公司之聚集地所以被称为“东方硅谷”。乔治市，一个被联合国教科文组织列为世界文化遗产的城市，是目前东南亚的主要旅游景点之一，也是北马区的金融中心和数间国际银行的驻地。
槟城州是马来西亚人口密度最高的州属，其密度为每平方公里1490人。作为全马最高度城市化的州属之一，槟城州在2015年取得90.8%的城市化水平，

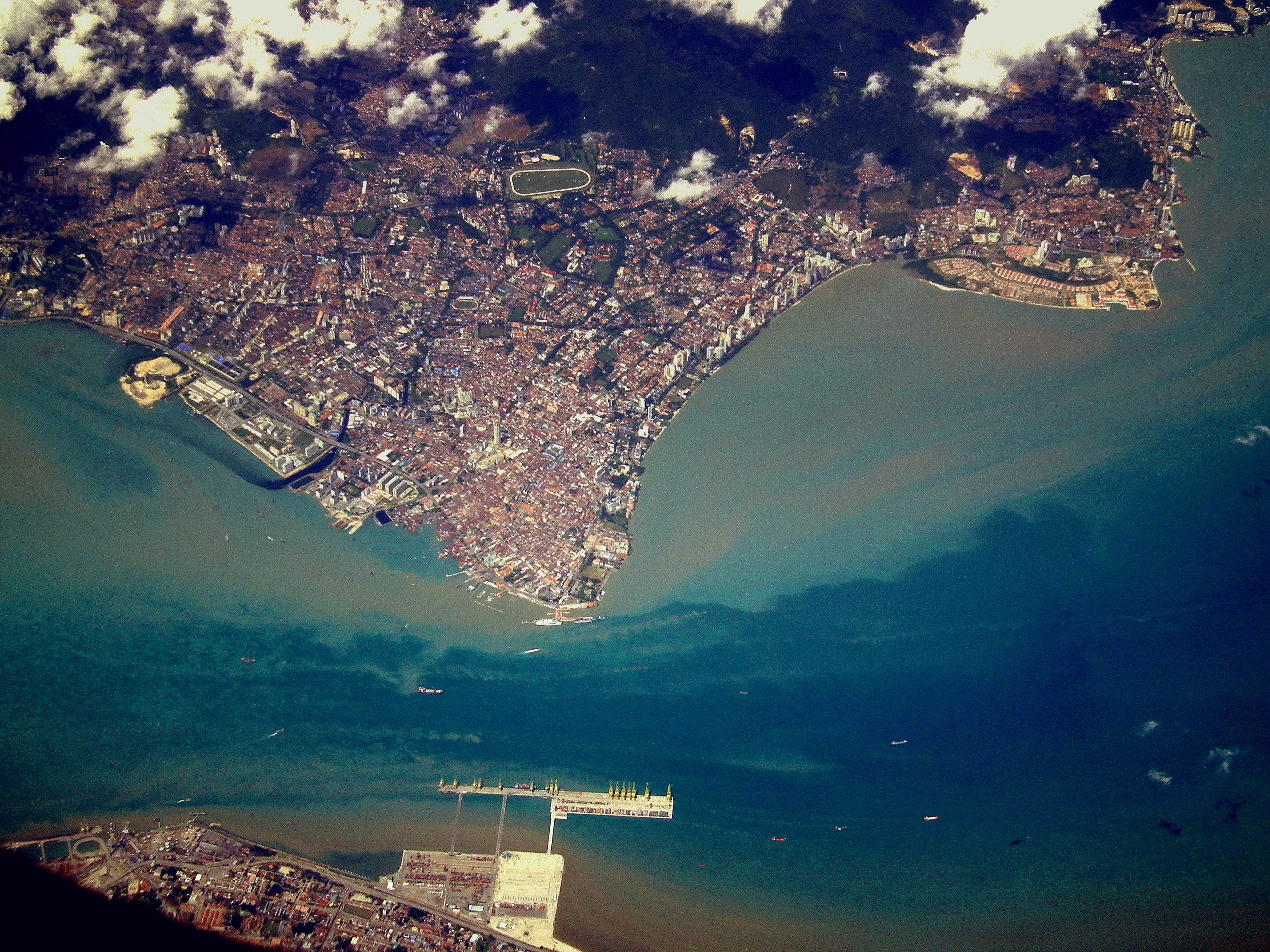
乔治市的卫星图。

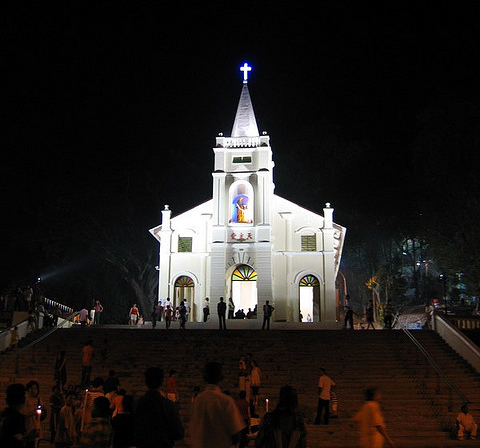
槟城州威中县大山脚的圣安娜教堂

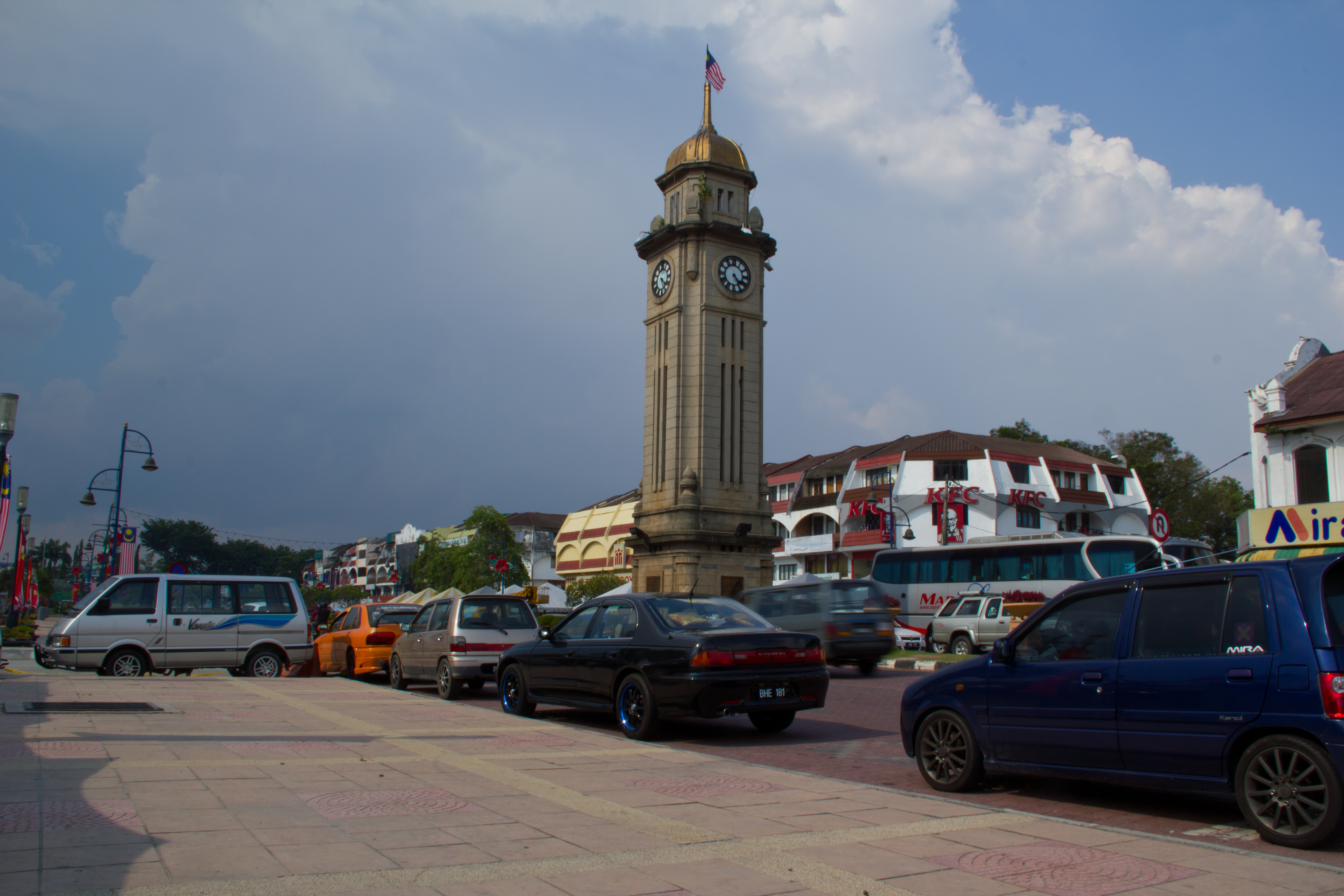
吉打州双溪大年大钟楼

大槟城具有发展良好的基础设施。它通过世界其中一个最繁忙的机场槟城国际机场与世界各地连接。槟威海峡之间也建有两座跨海大桥与马来西亚半岛衔接，并提供渡轮服务来往两地。

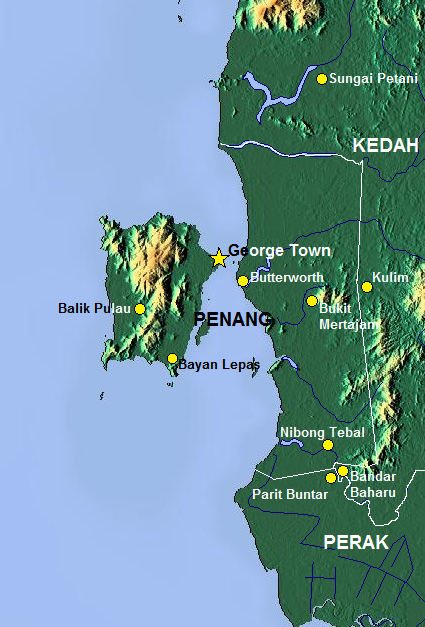
大槟城都市区的地形图，其中涵盖整个槟城州和吉打州沿海地区。

## 定义
大槟城涵盖了整个槟城州（其中包括槟岛和位于马来半岛的威省）、吉打州南部地区和霹雳州北部。根据官方定义，都市区范围南至处于北马，靠近槟城州边界的霹雳吉辇县。
槟城州的首府乔治市，是大槟城都市区内发展最蓬勃兴旺和高度城市化的地区。其他主要城市则包括位于槟岛南部的峇六拜和位于槟岛西岸的浮罗山背。
在威省，北海则作为威省的中心，而其他在威省的主要城镇包括大山脚、高渊和甲抛峇底；在吉打州南部的城镇有双溪大年、居林和万拉峇鲁。
大槟城的地方政府如下：
槟城州 :
- 槟岛市政厅
- 威省市政厅

吉打州：
- 双溪大年市议会
- 居林市议会
- 万拉峇鲁县议会

霹雳州：
- 吉辇县议会

## 地方政府人口列表
此列表基于2010年人口普查数据。

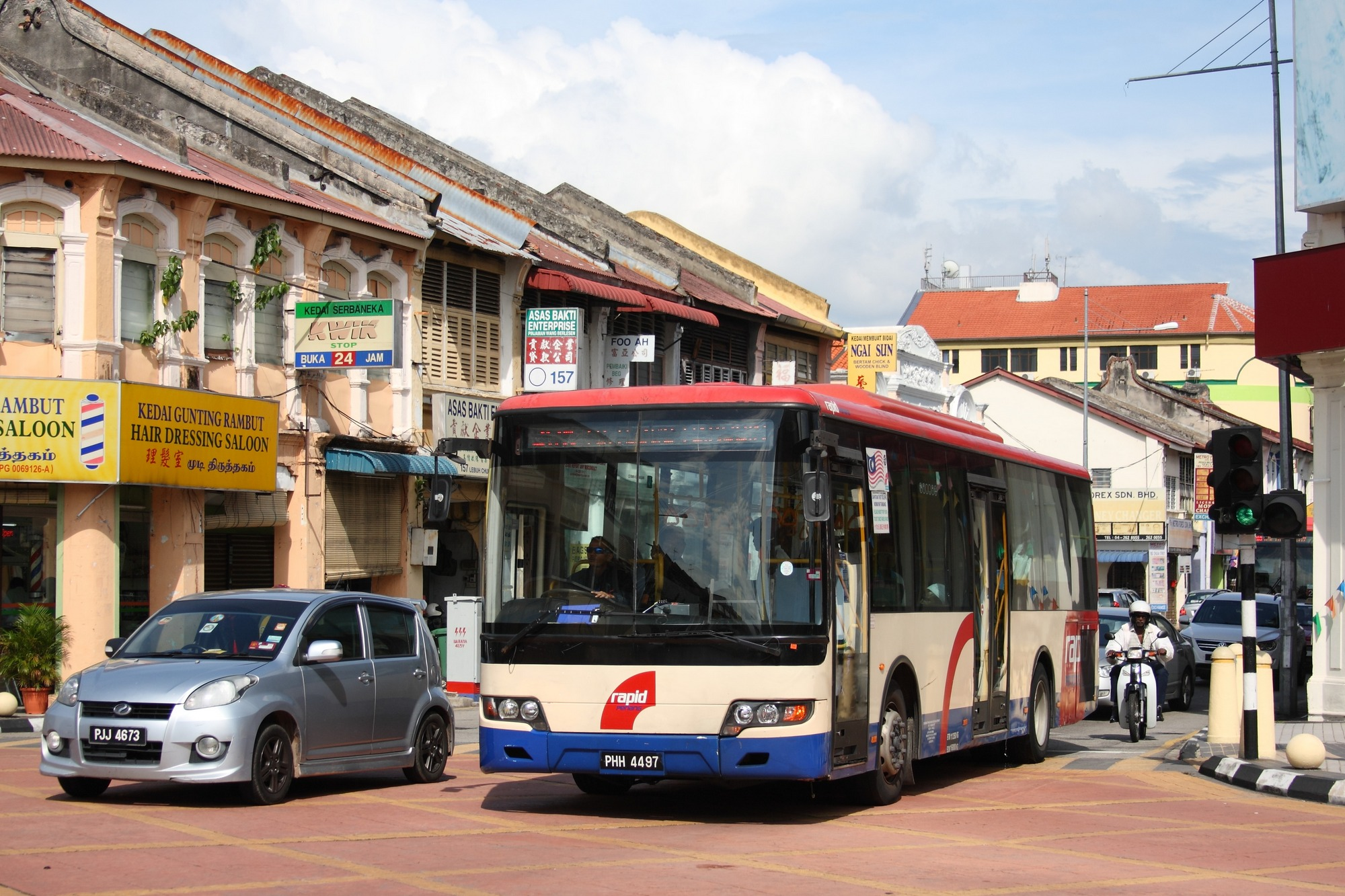
乔治市的一辆槟城快捷通巴士

| 地区     | 地方政府       | 人口      | 区域（平方公里） | 密度（每平方公里） |
| -------- | -------------- | --------- | ---------------- | ------------------ |
| 槟岛     | 槟岛市政厅     | 708,127   | 302.53           | 2,340.68           |
| 威省     | 威省市政厅     | 818,197   | 738              | 1,108.67           |
| 双溪大年 | 双溪大年市议会 | 443,488   | 922.6            | 480.69             |
| 居林     | 居林市议会     | 281,260   | 267.06           | 1,053.17           |
| 万拉峇鲁 | 万拉峇鲁县议会 | 41,352    | 169.3            | 244.25             |
| 吉辇县   | 吉辇县议会     | 120,192   | 163.66           | 734.4              |
| 總計     | 總計           | 2,412,616 | 2,563.15         | 941.27             |

## 交通

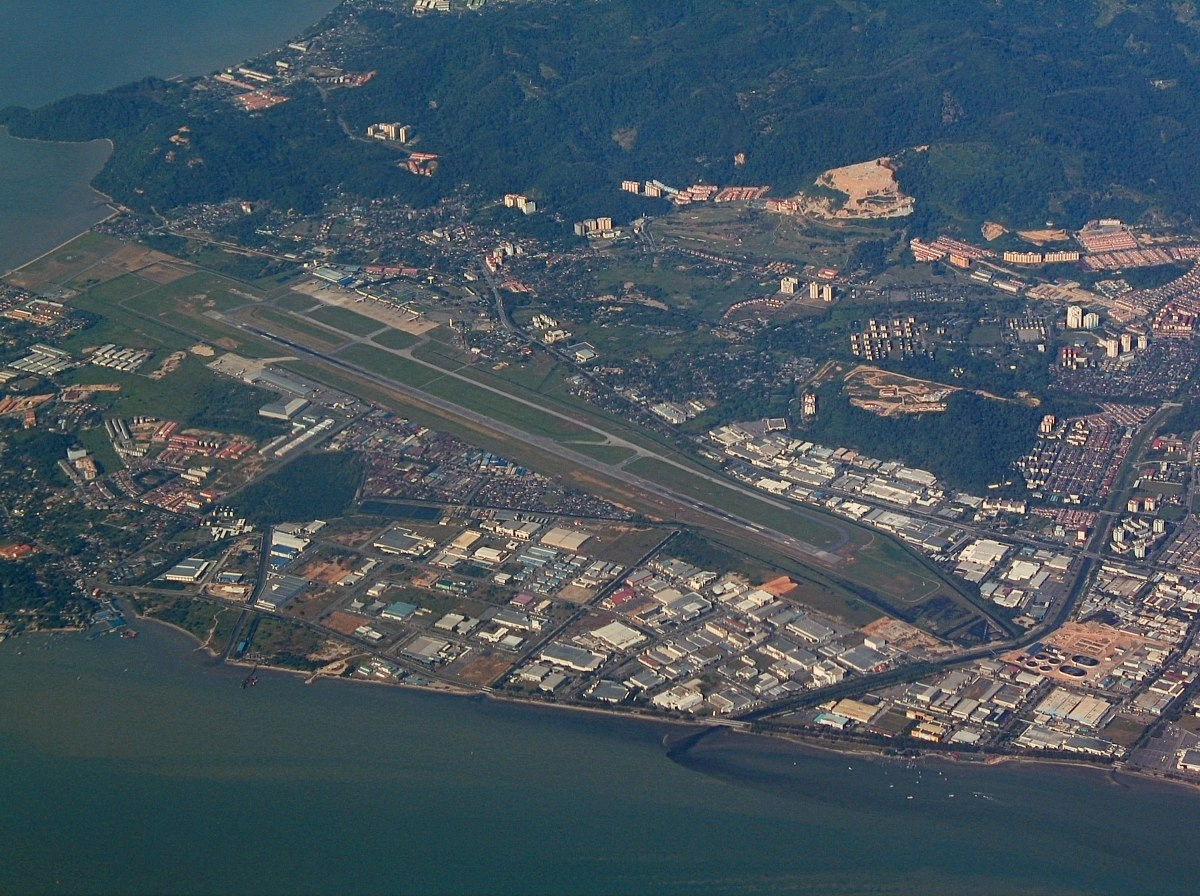
位于峇六拜的槟城国际机场

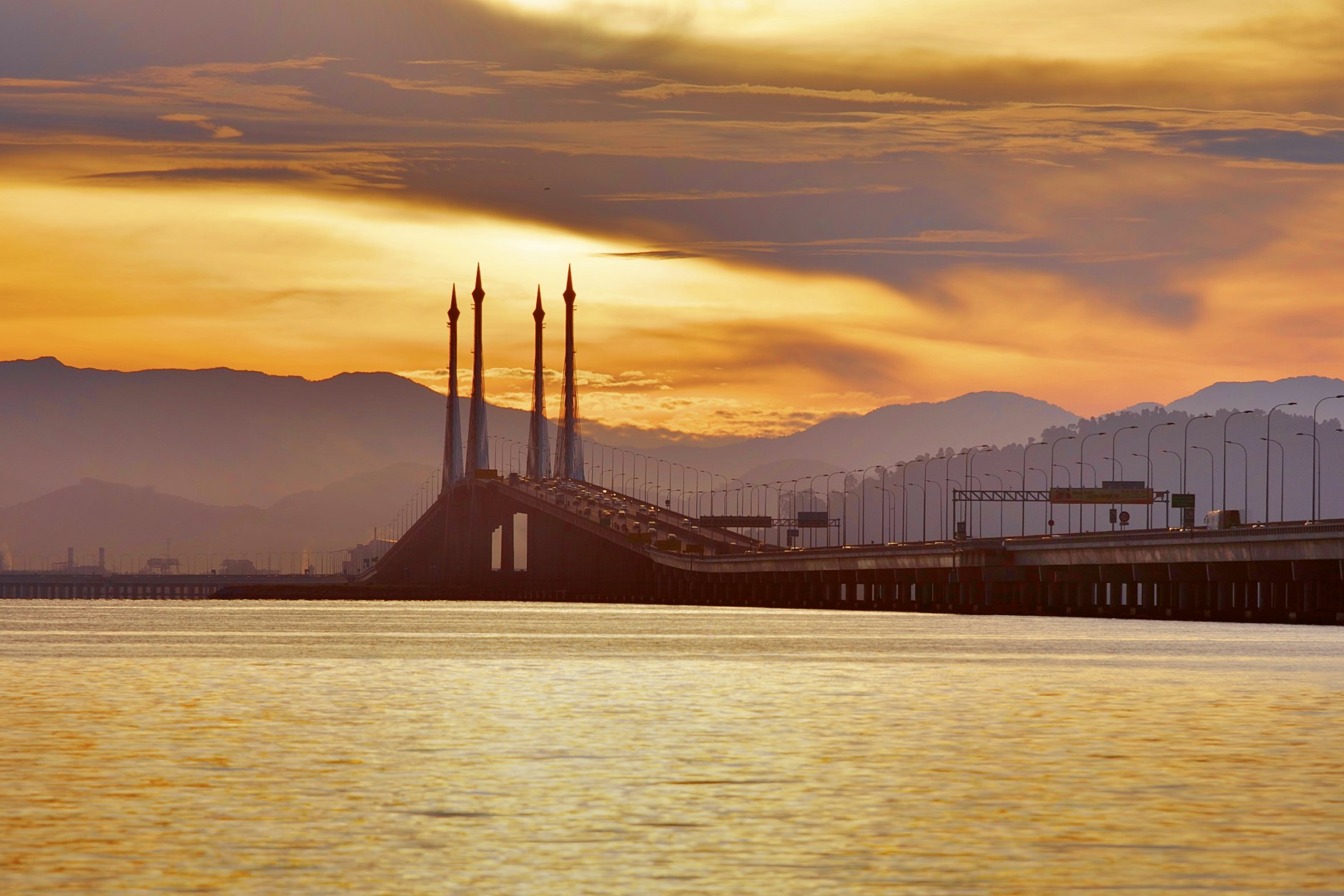
自1985年以来连接槟岛和马来西亚半岛的槟威大桥

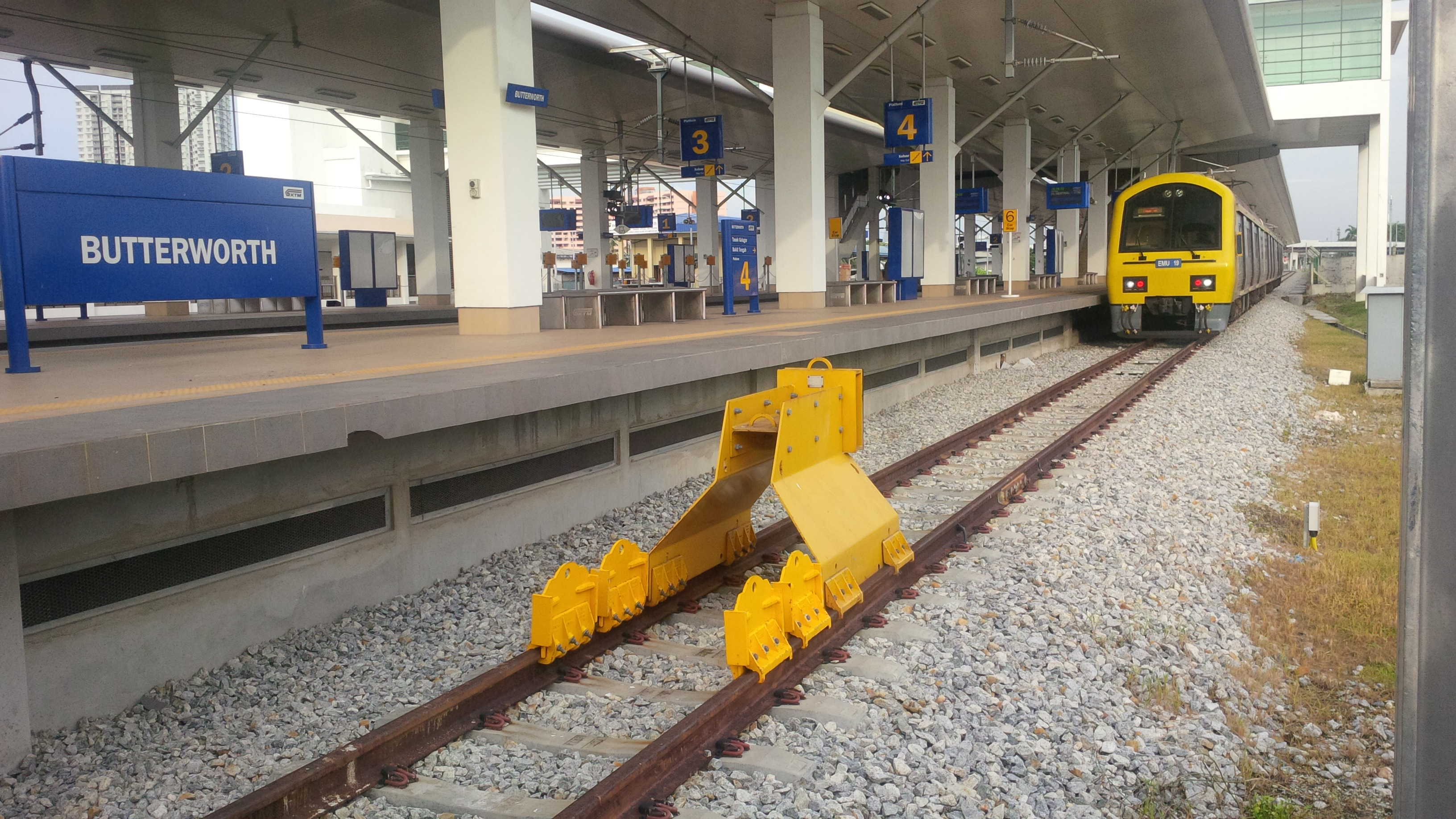
北海火车站是马来西亚半岛其中一个主要的城际列车车站，提供往泰国和新加坡的服务

槟城的大众运输系统目前只有巴士、计程车和登山缆车。在2007年开通的槟城快捷通目前拥有约56个线路，其也提供从北海 (马来西亚)至双溪大年和巴里文打的服务。
槟城国际机场为北马区提供飞行服务，它也是全马运输货物中第二繁忙的机场同时也是载客量第三繁忙的机场。其航线连接至东南亚及中国南部主要城市如吉隆坡、新加坡、曼谷、雅加达、胡志明市、臺北市、香港、广州市和迪拜。
槟城港口也是马来西亚北马区的主要港口，其中一个位于北海 (马来西亚)一个则位于乔治市，是马来西亚国内的主要港口这使得大槟城范围的工业区能够快速将货物出口至其他国家。
南北大道是马来西亚最长的高速公路。其也将大槟城都市区的主要城市如双溪大年、北海、万拉峇鲁连接起来。槟岛和威省之间也有两座大桥将槟岛与马来西亚半岛连接，分别为槟威大桥和槟城第二大桥。
除了两座大桥以外，乔治市和北海中间和槟威海峡也有提供渡轮服务，每天有四辆渡轮川行槟威海峡。
除了南北大道，马来亚铁道也经过大槟城都市区，并在区内设有9个车站。北海站和大山脚站为北马西海岸线主要车站。泰国南线、国际快车和东方国际快车也在这里提供列车服务。